# Góra Bismarck
Góra Bismarck – najwyższe wzniesienie w gminie Krzykosy (województwo wielkopolskie, powiat średzki), 99,8 m n.p.m. Zwana jest również Górą Konwaliową.
Jej nazwa upamiętnia Ottona von Bismarka. Niemiecka nazwa przetrwała do chwili obecnej.
Ze szczytu góry rozciąga się rozległy widok na okolicę. Na jej szczycie znajduje się wieża obserwacyjna mająca na celu wykrywanie pożarów lasów. Wieża wznosi się ok. 30 metrów wyżej niż naturalny szczyt wzniesienia.